# Zhang Xian (Schriftsteller)
Zhang Xian (chinesisch 张弦, Pinyin Zhāng Xián; * 1934 in Hangzhou, Provinz Zhejiang; † 1997) war ein chinesischer Schriftsteller.

## Leben
Zhang Xian arbeitete als Techniker und begann in den 1950er Jahren zu schreiben. Wegen der Erzählung Kunao de qingchun wurde Zhang Xian 1958 zum Rechten Element erklärt. Ende der 1970er Jahre wurde er rehabilitiert. Seine ursprünglich angefeindete Erzählung wurde dann 1980 veröffentlicht.
Er veröffentlichte Erzählungen und Filmszenarien. Mehrere seiner Erzählungen wurden ausgezeichnet.

## Werke (Auswahl)
- Kunao de qingchun, Erzählung
- Jiyi, Erzählung, 1979
- Bei aiqing yiwang de jiaoluo, Erzählung, 1980 (verfilmt)
- Weiwangren, Erzählung, 1981
- Nüren a nüren, Erzählung, 1981
- Wudian, Erzählungen, 1981
- Zhen buduan de hongsixian, Erzählung
- Yinxingshu, Erzählung, 1982
- Chuntian de wu, Erzählung, 1982